# 交響曲第2番 (オネゲル)
交響曲第2番（Symphonie n°2 ）は、アルテュール・オネゲルが作曲した5曲の交響曲のうちの第2作。第二次世界大戦時に作曲されたこともあり、陰鬱な曲調である。

## 作曲の経緯
1936年の旧バーゼル室内管弦楽団創立10周年記念のために、設立者パウル・ザッハーの委嘱により作曲された。しかし曲の完成が大幅に遅れるうちに第二次世界大戦が勃発し、1940年にはパリがドイツ軍によって占領される。このような状況下で作曲は進められ、1941年にようやく完成した。この曲はザッハーに献呈されている。

## 初演
1942年5月18日にチューリヒ・コレギウム・ムジクムにおいて、ザッハー指揮バーゼル室内管弦楽団によって初演された。

## 楽器編成
- 弦5部
- トランペット1（第3楽章のみ。任意のパートであるが、ほとんどの演奏では省略されずに演奏される。作曲者は「オルガンのストップを操作するように」演奏するよう指示している。）

## 演奏時間
約24分（各10、9、5分）

## 楽曲の構成
第1楽章
モルト・モデラート (Molto moderato)　4/4拍子－アレグロ　(Allegro)　2/2拍子。戦時の苦難を象徴する悲痛で暗鬱な音楽。
第2楽章
アダージョ・メスト (Adagio mesto)、3/2拍子。休戦のひと時のゆっくりした絶望的な音楽。
第3楽章
ヴィヴァーチェ・ノン・トロッポ (Vivace no troppo)、6/8拍子。再び音楽的な戦いが起こり緊張するが、最後にトランペットのコラールが追加されて曲全体が幾許かの救いの光明に導かれる。